# Everything Is Awesome
Everything Is Awesome è un singolo del gruppo musicale canadese Tegan and Sara, pubblicato il 27 gennaio 2014 come unico estratto dalla colonna sonora The LEGO Movie (Original Motion Picture Soundtrack)

## Descrizione
Si tratta del tema principale del film The LEGO Movie e ha visto la partecipazione del trio statunitense The Lonely Island. È stato scritto da Shawn Patterson, Joshua Bartholomew, Lisa Harriton, Andy Samberg, Akiva Schaffer e Jorma Taccone e prodotto da Patterson con Mark Mothersbaugh e Bartholomew.
Alcune versioni del brano, inserite nel film ma anche nei videogiochi e negli spot, sono interpretate da Joshua Bartholomew e Lisa Harriton sotto lo pseudonimo Jo Li.
La canzone ha ricevuto la candidatura al Premio Oscar alla miglior canzone nell'ambito dei Premi Oscar 2015. Ha anche ricevuto una candidatura ai Grammy Awards 2015 nella categoria Best Song Written for a Motion Picture, Television or Other Visual Media.

## Video musicale
Il video, girato in animazione, vede protagonisti le versioni LEGO di Tegan & Sara e del trio The Lonely Island. Alcuni passaggi del video sono stati realizzati tramite la tecnica del brickfilm.

## Tracce
1. Everything Is Awesome – 2:43

## Classifiche
| Classifica (2014) | Posizione massima |
| ----------------- | ----------------- |
| Regno Unito       | 17                |
| Stati Uniti       | 57                |